# Храм Архангела Михаила (Бирск)
Храм Архангела Михаила (Михаило-Архангельский храм) — действующий приходской храм Бирской епархии Русской православной церкви в городе Бирске, по которой город впервые упоминается как село Архангельское.
Здание храма, построенное в начале 1840-х годов является памятником градостроительства и архитектуры регионального значения. На территории храма располагаются епархиальная швейная мастерская «Тавифа», епархиальный отдел религиозного образования и катехизации, и епархиальный миссионерский отдел.

## История
Построен в 1842—1845 годах на Галкиной горе, на месте деревянной Михаило-Архангельской церкви 1783 года. Помощь в строительстве оказывали местные купцы Никита Серафимов и Даниил Балаев. Церковь была освящена 7—9 ноября 1847 года. Предполагалась, что она станет собором, но собором стал Троицкий храм, построенный незадолго до этого, а Архангельская церковь стала приходской.
Храм оставался единственным действующим в северной части Башкирии, кроме периода 1937—1945 годов. В 1937 году в здании было устроено зернохранилище, а колокольня снесена. Заново открыт в 1945 году священником Гавриилом Желвицким. В возрождении церкви принимали участие монахини, оставшиеся в городе после закрытия Бирского Троицкого монастыря в 1924 году. В начале 1950-х годов в церкви служил дед патриарха Кирилла — священник Василий Степанович Гундяев.
Постановлением № 390 Совета министров Башкирской АССР от 19.07.1976 года, поставлен на охрану как памятник архитектуры местного значения.
В 2002 году в храме начался капитальный ремонт, построена колокольня, обустроена территория вокруг церкви. Сообщалось, что в ходе ремонта утрачены росписи и элементы декора. В июне 2016 года, в ходе визита в Башкортостан, храм посетил патриарх Кирилл, и совершил в нём молебен.